# 266983 Хосепбош
266983 Хосепбош (266983 Josepbosch) — астероїд головного поясу, відкритий 20 травня Nov. 30 року.
Тіссеранів параметр щодо Юпітера — 3,206.